# Erlanger Programm
Das Erlanger Programm bezeichnet die von Felix Klein bei seinem Eintritt in die Universität Erlangen vorgelegte wissenschaftliche Programmschrift (1872). In dieser entwickelte er die Auffassung einer systematischen Klassifikation geometrischer Teildisziplinen, die von der Vorstellung ausgeht, dass die Geometrie die Eigenschaften von Figuren untersucht, die bei Lageänderungen erhalten bleiben und daher eine Klassifizierung mittels der jeweils betrachteten möglichen Lageänderungen, das heißt der zugelassenen geometrischen Transformationen, anstrebt.

## Einzelheiten des geometrischen Forschungsprogramms
Felix Klein skizzierte eine Geometrie jenseits der euklidischen Geometrie, namentlich die hyperbolische Geometrie
nach Lobatschewski, die später für die Relativitätstheorie in der Physik Bedeutung erlangte, sowie die elliptische Geometrie. Diese beiden nichteuklidischen Geometrien
wurden bald darauf wichtig in der Differentialgeometrie.
Bei jeder der sich so ergebenden Geometrien bilden die zugehörigen Transformationen bezüglich ihrer Hintereinanderausführung eine Gruppe, die Transformationsgruppe der jeweils betrachteten Geometrie. Die in der betreffenden Geometrie untersuchten Eigenschaften bleiben bezüglich aller Transformationen der Transformationsgruppe invariant. 
Die elementare euklidische Geometrie oder Kongruenzgeometrie ist die Geometrie des Anschauungsraumes, deren Transformationsgruppe die Gruppe der Bewegungen (also der Translationen, Drehungen oder Spiegelungen) ist, die alle längen- und winkeltreue Abbildungen sind.
- Verzichtet man bei den zugelassenen Transformationen auf die Längentreue und lässt auch Punktstreckungen zu, so erhält man die äquiforme Gruppe der Transformationen, die die Ähnlichkeits- oder äquiforme Geometrie kennzeichnet.
- Verzichtet man auch auf die Winkeltreue, so gelangt man zur Transformationsgruppe der bei Koordinatendarstellung linearen Transformationen, d. h. der Kollineationen, die das Teilverhältnis je dreier Punkte erhalten. Sie kennzeichnen die affine Geometrie.
- Fügt man schließlich zum Anschauungsraum noch unendlich ferne oder uneigentliche Punkte als Schnittpunkte von Parallelen hinzu, so lassen die Kollineationen in diesem Raum das Doppelverhältnis von je vier Punkten invariant und bilden die Gruppe der projektiven Transformationen, deren zugehörige Geometrie die projektive Geometrie ist.

Neben den hier genannten klassischen Geometrien, die alle durch Einschränkung der Transformationsgruppe aus der projektiven Geometrie hervorgehen, kann man auf diese Art von der projektiven Geometrie auch zur elliptischen und zur hyperbolischen Geometrie gelangen, auch diese nichteuklidischen Geometrien lassen sich also nach dem Erlanger Programm klassifizieren. Allerdings reicht das Erlanger Programm nicht aus für eine vollständige Klassifizierung aller Geometrien: zum Beispiel kann die der allgemeinen Relativitätstheorie zugrunde liegende Riemannsche Geometrie durch diese Klassifizierung nicht erfasst werden (Lie-Gruppen).